# Comuna Berezivka, Lubnî
Berezivka (în ucraineană Березівка) este o comună în raionul Lubnî, regiunea Poltava, Ucraina, formată din satele Berezivka (reședința), Krevelivka, Șînkivșciîna și Totciîne.

## Demografie
Componența lingvistică a comunei Berezivka
     Ucraineană (98,16%)
     Rusă (1,58%)
     Alte limbi (0,26%)
Conform recensământului din 2001, majoritatea populației comunei Berezivka era vorbitoare de ucraineană (98,16%), existând în minoritate și vorbitori de rusă (1,58%).